# Epirhyssa uelensis
Epirhyssa uelensis là một loài tò vò trong họ Ichneumonidae.